# August Seidensticker
August Seidensticker (4 septembre 1904 à Düsseldorf, province de Rhénanie — 13 décembre 1975 à Munich, Allemagne),  est un militaire allemand. Il a atteint le grade de Major au sein de la Wehrmacht durant la seconde guerre mondiale, puis le grade de colonel dans la Bundeswehr.

## Biographie
Il commande une compagnie lors de la campagne de Pologne, au cours de laquelle il est décoré à deux reprises de la croix de fer. Après la campagne de France, il commande l'école des blindés à Putlos. Du 1er juillet 1941 au 27 décembre 1942, il commande le 2e bataillon du Panzer-Regiment 31. C'est lors de ce commandement qu'il est décoré de la Croix allemande.
Il est gravement blessé lors de la campagne de Tunisie au cours de laquelle il commande le 504e bataillon de chars lourds. Il est capturé par les troupes américaines en mai 1943 lors de la chute de la Tunisie. Il rejoint la Bundeswehr en 1956 et prend sa retraite en 1963.

## Décorations
- Croix de fer (1939)
  - 2e Classe
  - 1re Classe
- Insigne de combat des blindés
- Croix allemande en or (2 janvier 1942)
- Croix de chevalier de la Croix de fer
  - Croix de chevalier le 17 juillet 1943 en tant que Major et commandant du schwere Panzer Abteilung 504.

## Sources
- Lexikon der Wehrmacht